# Облоке
Облоке (словен. Obloke) — поселення в общині Толмин, Регіон Горишка, Словенія. Висота над рівнем моря: 521,9 м. Розміщене на правому березі річки Бача.